# Gherone
Gherone è un termine utilizzato in araldica per indicare una pezza triangolare, prodotta da due linee di partizione intersecantisi nel cuore dello scudo.
Taluni utilizzano per questa pezza il termine grembo (da cui deriva il grembiato).
In generale si può definire gherone qualunque pezza triangolare avente la base lunga la metà del lato di uno scudo e il vertice nel centro dello scudo. Esistono quindi gheroni moventi dal capo, dal fianco destro, dalla punta o dal fianco sinistro. Per ognuno dei quattro casi, il gherone può muovere dal centro del lato, o da una delle due estremità. Tra i gheroni moventi dal capo si distinguono quelli moventi dal capo a destra, dal capo (sottinteso al centro) e dal capo a sinistra; lo stesso per quelli moventi dalla punta. Tra i gheroni moventi dai fianchi si distinguono allora quelli moventi dal fianco destro in alto (o gherone propriamente detto), dal fianco destro (sottinteso al centro) e dal fianco destro in basso; lo stesso per quelli moventi dal fianco sinistro.

Gherone (movente dal fianco destro in alto)
Gherone movente dal fianco destro al centro e gherone movente dal capo a sinistra